# Perser
För andra betydelser, se Perser (olika betydelser).
Perser (även persier eller farser) är en västiransk folkgrupp som utgör majoritetsbefolkningen i Iran (61 % av landets befolkning). De är ett av de ursprungliga indoeuropeiska nomadfolk som i jakt på nya betesmarker invaderade den iranska platån omkring år 3000 f.Kr. och successivt assimilerade den inhemska befolkningen av jägare och samlare. De persiska stammar som hade bosatt sig i närheten av sjön Urmia flyttade söderut och erövrade Persis (Parsa), den moderna provinsen Fars, varifrån de fått sin namn. Dessa löst federerade persiska stammar blev en sammanhållen politisk enhet under akemeniderna. År 553 f.Kr. störtade Kyros II av Persis kung Astyages av Medien, och konsoliderade därmed perserna och mederna i det mäktiga Persiska riket.
Under 1 200 års tid byggde perserna en strikt kultur som kännetecknades av flera sociala klasser: jordbrukare, krigare, präster och lärda. Vid 600-talet hade en samhällsstruktur uppstått där en liten privilegierad samhällsklass dominerade den stora massan människor. Detta tros vara en viktig faktor till den framgångsrika islamiska erövringen av sasaniderna 644. Under de tretton århundraden som följde den islamiska erövringen, har det skett en stadig persifiering. Perserna lyckades behålla sitt nationella, kulturella och språkliga oberoende från inkräktare. År 1925 fick den nationalistiska rörelsen fart, som resulterade i namnbytet 1935 från Persien till Iran och användningen av farsi som nationellt språk.
Folkgrupper som hazarer, tadzjiker och pashtuner tillhör inte perserna trots att de talar dialekter av persiska och delar vissa traditioner som nouroz, chaharshanbe soori och Shab-e Yalda. De flesta experter anser att tadzijiker är en skiftande grupp människor av iranskt påbrå med ursprung i Centralasien, gruppen utgörs bland annat av de äldre folkslagen sogdaner, baktrier, tokharer och parther.